# Малый Шакян
Малый Шакян (устар. Малый Шак-Ян) — река в России, протекает в Республике Татарстан. Устье реки находится ниже села Клянчеево в 5,4 км по правому берегу реки Большой Шакян. Длина реки составляет 11 км.
Берёт начало северо-восточнее села Малые Атряси. Течёт на север по открытой местности. 

## Данные водного реестра
По данным государственного водного реестра России относится к Верхневолжскому бассейновому округу, водохозяйственный участок реки — Свияга от села Альшеево и до устья, речной подбассейн реки — Волга от впадения Оки до Куйбышевского водохранилища (без бассейна Суры). Речной бассейн реки — (Верхняя) Волга до Куйбышевского водохранилища (без бассейна Оки).
Код объекта в государственном водном реестре — 08010400612112100002812.